# Marta Tagliaferro
Marta Tagliaferro (Noventa Vicentina, 4 novembre 1989) è un'ex ciclista su strada e pistard italiana, attiva tra le Elite UCI dal 2008 al 2020.

## Carriera

### Gli esordi e l'affermazione su pista

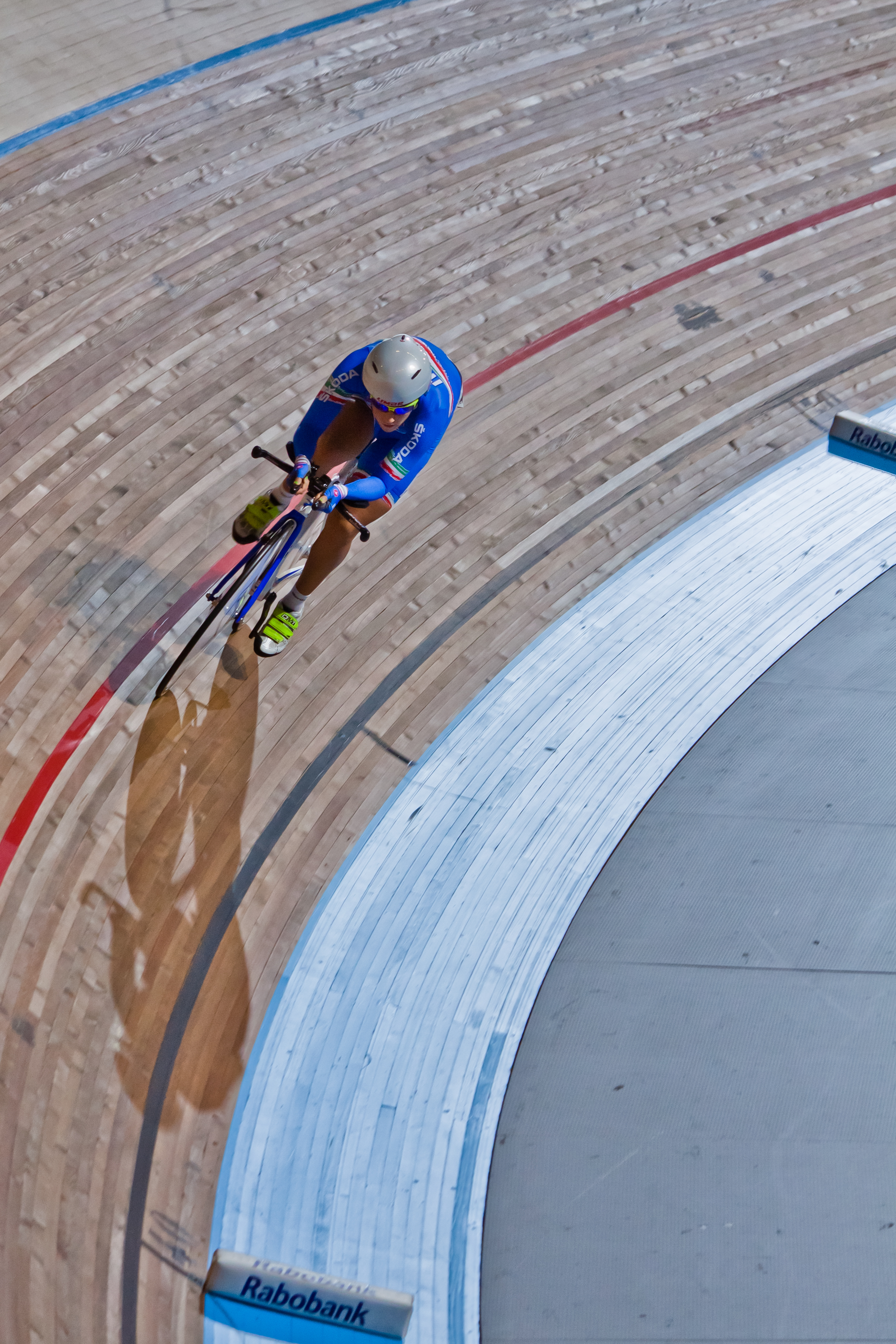
Marta Tagliaferro in azione nell'omnium agli Europei di Apeldoorn 2011

Nata nel 1989 a Noventa Vicentina, in provincia di Vicenza, inizia a praticare il ciclismo a otto anni.
A 18 anni, nel 2007, è campionessa nazionale Juniores sia su strada, nella gara in linea, sia su pista, nella corsa a punti e nello scratch. Nello stesso anno partecipa alla prova in linea dei Mondiali Juniores su strada di Aguascalientes, arrivando 29ª, e alla gara in linea Juniores degli Europei su strada di Sofia, terminando 62ª; è al via anche ai Mondiali Juniores su pista di Aguascalientes (conclude quinta nella corsa a punti) e agli Europei Juniores/Under 23 di Cottbus, nei quali vince la medaglia di bronzo nella corsa a punti Juniores.
Nel 2008 passa Elite con la Titanedi-Frezza, con la quale conclude il suo primo Giro d'Italia. Per l'attività su pista viene invece tesserata dalle Fiamme Azzurre, debuttando inoltre in Nazionale Under-23 agli Europei di categoria di Pruszków. Nel 2009 si trasferisce alla Gauss e poi alla Top Girls Fassa Bortolo per l'attività su strada; debutta anche in Nazionale maggiore su pista partecipando alla gara di inseguimento a squadre (conclude 12ª) ai Mondiali di Pruszków. Sempre su pista è campionessa europea Under-23 di corsa a punti a Minsk nel 2009; sia nel 2008 che nel 2009 è inoltre campionessa italiana nell'inseguimento a squadre, nel primo caso con Monia Baccaille e Laura Doria, nel secondo con la stessa Baccaille e Tatiana Guderzo.

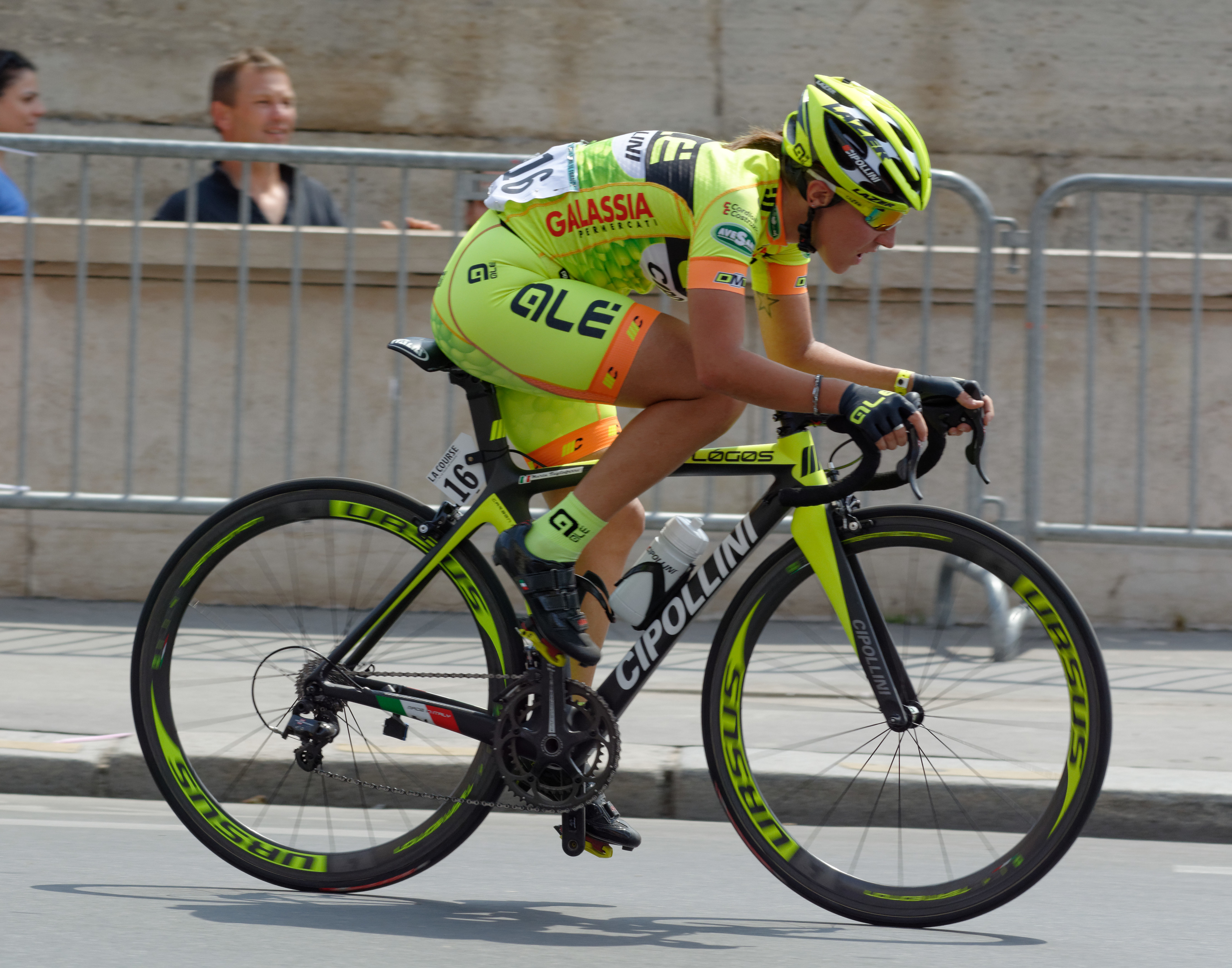
Marta Tagliaferro nel 2014 in maglia Alé

Passata in nazionale Under-23 su strada nel 2010, conclude 50ª nella gara in linea di categoria agli Europei di Ankara; su pista coglie invece la sua terza e ultima medaglia giovanile, l'argento nella corsa a punti Under-23 agli Europei di San Pietroburgo, partecipando inoltre alla gara di inseguimento a squadre ai Mondiali di Ballerup (conclude 14ª) e aggiudicandosi il titolo italiano di velocità a squadre in coppia con Elisa Frisoni. Nel 2011 è quindi 14ª nell'omnium agli Europei di Apeldoorn.

### 2013-2020: l'attività da Elite e i successi su strada
Trasferitasi alla MCipollini già nel 2011, nel 2012 è selezionata per le classiche primaverili di Coppa del mondo (Ronde van Drenthe Trofeo Alfredo Binda e Giro delle Fiandre), che conclude tutte. Ottiene anche la convocazione in Nazionale maggiore per la gara in linea dei Mondiali su strada nel Limburgo (l'anno prima era stata riserva), in cui si piazza 73ª. Nel 2013 corre la cronometro a squadre dei Mondiali in Toscana con la sua MCipollini, arrivando quinta, e vince il G.P. Hotel Fiera Bolzano. Nello stesso anno è campionessa italiana nell'inseguimento a squadre (con Beatrice Bartelloni, Elena Cecchini e Tatiana Guderzo) e nell'omnium.

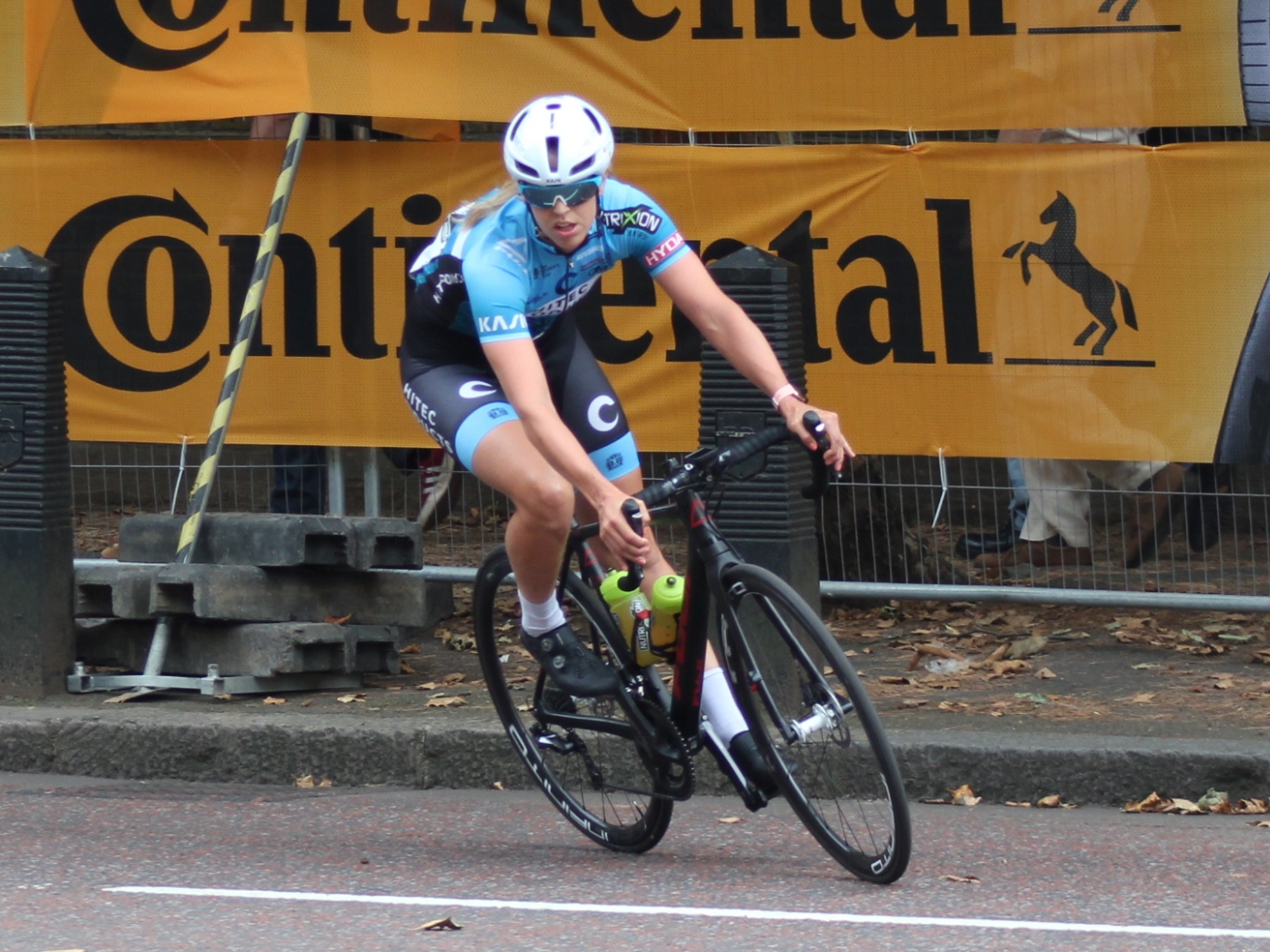
Marta Tagliaferro in azione alla RideLondon Classique 2019

Rimasta con la squadra di Luisiana Pegoraro, divenuta Alé-Cipollini, per l'attività su strada (con questa maglia partecipa ai Giri d'Italia 2014 e 2015), nel biennio 2014-2015 è in evidenza soprattutto su pista: chiude undicesima nell'inseguimento a squadre ai Mondiali di Cali 2014 e si riconferma campionessa italiana nell'inseguimento a squadre nel 2014 (con Beatrice Bartelloni, Elena Cecchini e Tatiana Guderzo) e nel 2015 (con Marta Bastianelli, Elena Cecchini, Simona Frapporti e Tatiana Guderzo). Nel 2016, concentratasi principalmente sull'attività su strada, vince una tappa al Tour Femenino de San Luis in Argentina e una alla Gracia-Orlová in Repubblica Ceca; è inoltre seconda in volata nella tappa di Lendinara al Giro d'Italia.
Nel 2017 passa alla statunitense Cylance, con la quale partecipa a tutte le classiche primaverili del calendario World Tour come anche al Giro d'Italia, ma senza particolari risultati; viene confermata anche nel 2018, stagione in cui corre ancora il Giro d'Italia. Nel 2019 si trasferisce tra le file del team norvegese Hitec Products, prendendo ancora parte a diverse gare del World Tour; con la nuova maglia si aggiudica, alla prima stagione, la Omloop van de IJsseldelta nei Paesi Bassi e una tappa al Tour de Feminin-O cenu Českého Švýcarska in Repubblica Ceca, e si piazza sesta al Tour of Chongming Island. Dopo un 2020 in cui in maglia Hitec partecipa unicamente al Dubai Women's Tour in febbraio, annuncia l'addio alle corse.

## Palmarès

### Strada
- 2007 (juniores)

Campionati italiani, Prova in linea Juniores
- 2013 (MCipollini, una vittoria)

G.P. Hotel Fiera Bolzano
- 2016 (Alé, due vittorie)

2ª tappa Tour Femenino de San Luis (Villa Mercedes > Villa Mercedes)
5ª tappa Gracia-Orlová (Orlová > Orlová)
- 2019 (Hitec, due vittorie)

Omloop van de IJsseldelta
1ª tappa Tour de Feminin-O cenu Českého Švýcarska (Krásná Lípa > Varnsdorf)

### Pista
- 2007 (juniores)

Campionati italiani, Corsa a punti Juniores
Campionati italiani, Scratch Juniores
- 2008 (Titanedi, una vittoria)

Campionati italiani, Inseguimento a squadre (con Monia Baccaille e Laura Doria)
- 2009 (Gauss, una vittoria)

Campionati italiani, Inseguimento a squadre (con Monia Baccaille e Tatiana Guderzo)
- 2010 (Top Girls Fassa Bortolo, una vittoria)

Campionati italiani, Velocità a squadre (con Elisa Frisoni)
- 2013 (MCipollini, una vittoria)

Campionati italiani, Inseguimento a squadre (con Beatrice Bartelloni, Elena Cecchini e Tatiana Guderzo)
Campionati italiani, Omnium
- 2014 (Alé, una vittoria)

Campionati italiani, Inseguimento a squadre (con Beatrice Bartelloni, Elena Cecchini e Tatiana Guderzo)
- 2015 (Alé, una vittoria)

Campionati italiani, Inseguimento a squadre (con Marta Bastianelli, Elena Cecchini, Simona Frapporti e Tatiana Guderzo)

## Piazzamenti

### Grandi Giri
- Giro Rosa

2008: 93ª
2009: ritirata
2010: 77ª
2011: non partita (2ª tappa)
2012: 30ª
2013: 86ª
2014: 94ª
2015: 86ª
2016: 84ª
2017: 128ª
2018: 119ª

### Competizioni mondiali
- Campionati del mondo

Aguascalientes 2007 - In linea Junior: 29ª
Limburgo 2012 - In linea Elite: 73ª
Toscana 2013 - Cronometro a squadre: 5ª
- Campionati del mondo su pista

Aguascalientes 2007 - A punti Juniors: 5ª
Pruszków 2009 - Inseguimento a squadre: 12ª
Ballerup 2010 - Inseguimento a squadre: 14ª
Cali 2014 - Inseguimento a squadre: 11ª

### Competizioni europee
- Campionati europei su strada

Sofia 2007 - In linea Junior: 62ª
Ankara 2010 - In linea Under-23: 50ª
- Campionati europei

Cottbus 2007 - A punti Juniores: 3ª
Pruszków 2008 - Inseguimento a squadre Under-23: 6ª
Pruszków 2008 - Velocità a squadre Under-23: 4ª
Pruszków 2008 - A punti Under-23: 13ª
Pruszków 2008 - Scratch Under-23: 16ª
Minsk 2009 - A punti Under-23: vincitrice
Minsk 2009 - Scratch Under-23: 18ª
San Pietroburgo 2010 - Inseguimento a squadre Under-23: 4ª
San Pietroburgo 2010 - A punti Under-23: 2ª
San Pietroburgo 2010 - Omnium Under-23: 7ª
San Pietroburgo 2010 - Scratch Under-23: 18ª
Apeldoorn 2011 - Omnium: 14ª